# Carl Peter Woelky
Carl Peter Woelky (Karl Peter Wölky) (ur. 1 września 1822 w Dobrym Mieście, zm. 4 kwietnia 1891 we Fromborku) – niemiecki duchowny katolicki, historyk Warmii i archiwista; współzałożyciel i wieloletni członek zarządu Warmińskiego Towarzystwa Historycznego.

## Życiorys
Karl Peter Wölky urodził się 1 września 1822 roku w Dobrym Mieście, w niemieckiej rodzinie mieszczańskiej Petera Wölky i Magdaleny z domu Wagner. Ojciec Peter był majętnym kupcem. Karl Wölky miał dwóch braci. Starszy, Wilhelm, ukończył studia medyczne i był lekarzem w Nidzicy, zmarł jednak w młodym wieku. Młodszy, August, zrezygnował ze studiów po śmierci ojca, by przejąć rodzinną firmę. Wcześnie osierocone rodzeństwo po śmierci rodziców wychowywało się pod opieką wuja Albrechta.
Karl Wölky najpierw uczył się w szkole parafialnej w Dobrym Mieście, po jej ukończeniu został posłany do braniewskiego gimnazjum, gdzie pobierał naukę w latach 1834–1841. Gimnazjum z maturą ukończył 5 sierpnia 1841 i jesienią tegoż rozpoczął studia teologiczne na Uniwersytecie we Wrocławiu. Tam też 20 kwietnia 1844 r. po zaliczeniu piątego semestru zakończył naukę. Po krótkiej przerwie w nauce na podreperowanie zdrowia powrócił do Braniewa i 15 października 1844 podjął studia w katolickim seminarium duchownym w Braniewie, kończąc równocześnie w miejscowym Liceum Hosianum brakujący semestr do pełnego akademickiego triennium filozofii. 11 stycznia 1846 w katedrze we Fromborku otrzymał święcenia kapłańskie z rąk biskupa warmińskiego Josepha Geritza (który był zarazem jego wujem). Na pierwszą parafię został posłany do pobliskiej wsi Wielkie Wierzno, gdzie wspierał w posłudze kapłańskiej bardzo sędziwego już księdza Andreasa Lignera. Po krótkim ponownym pobycie na wrocławskiej uczelni podjął posługę duszpasterską jako wikariusz katedralny we Fromborku i nauczyciel gimnazjalny w Reszlu.
Jego kariera kapłańska wygląda dość skromnie, gdyż przez całe życie sprawował tylko urząd wikarego – w tym od 1848 roku do śmierci we Fromborku. Nie gonił jednak za zaszczytami i karierą, gdyż to tu właśnie we Fromborku w przepastnym archiwum i bibliotece odnalazł swoją drugą życiową pasję w zgłębianiu historii i opracowywaniu bogatych źródeł historycznych, które były tu dostępne na wyciągnięcie ręki, gdyż w 1841 roku archiwum biskupie przeniesione tu zostało z Lidzbarka Warmińskiego.
Bardzo owocna była jego działalność jako historyka i archiwisty. Wraz z Johannem Saagem uporządkował i skatalogował bibliotekę kapituły katedralnej, której został sekretarzem. Sam opublikował kilka artykułów, ale jego największą troską była publikacja źródeł historycznych. Doskonale wprawił się w paleografii średniowiecznej. Potrafił odczytać i przygotować do druku bardzo trudne teksty rękopiśmienne i z tego względu jego publikacje były bardzo cenione przez historyków. Jego wkład w publikacji źródeł w serii historycznej Monumenta Historiae Warmiensis był imponujący. Oprócz tego samodzielnie wydał dwa obszerne tomy Urkundenbuch des Bisthums Culm, razem z Rudolfem Philippi pierwszy tom Preussisches Urkundenbuch (1882), wspólnie z H. Menthalem Urkundenbuch des Bisthums Samland (1891). Karl Wölky wykonywał żmudną, benedyktyńską pracę archiwistyczną przy dość wątłym stanie zdrowia, gdyż już od młodych lat cierpiał na dolegliwości systemu nerwowego, nadto zmagał się z jąkaniem. Oderwania i wytchnienia od pracy szukał w samotnych spacerach i polowaniach. Podczas pracy we Fromborku otrzymał tytuł doktora honoris causa Uniwersytetu w Królewcu.  
W 1856 wraz z braniewskimi uczonymi i przedstawicielami duchowieństwa – Antonem Eichhornem, Antonem Pohlmannem, Josephem Benderem, Andreasem Thielem, Franzem Beckmannem i Johannem Saage – był jednym z sześciu członków założycieli Warmińskiego Towarzystwa Historycznego (Historischer Verein für Ermland). Karl Wölky pomimo niemieckiego pochodzenia utrzymywał kontakty także z polskim środowiskiem naukowym, w tym m.in. z Wojciechem Kętrzyńskim.
9 lutego 1890 roku doznał udaru mózgu, po którym już nie powrócił do pełnej sprawności. Karl Wölky zmarł 4 kwietnia 1891 roku we Fromborku. Pochowany został w krypcie fromborskiej katedry 8 kwietnia 1891 roku.

## Ważniejsze opracowania
- Codex diplomaticus Warmiensies oder Regesten und Urkunden zur Geschichte Ermlands (1858)[7][8]
- Scriptores Rerum Warmiensium oder Quellenschriften zur Geschichte Ermlands (1860-1889)[9]
- Preussisches Urkundenbuch (1882)
- Der Katalog der Bischöfe von Culm (1877–1878)
- Urkundenbuch des Bistums Samland (1891)
- Urkundenbuch des Bistums Culm (1884–1887)